# کهکشان تاتامی
کهکشان تاتامی (ژاپنی: 四畳半神話大系 هپبورن: Yojōhan Shinwa Taikei, به معنی «۴½ تاتامی تاریخ‌های اسطوره‌ای») یک مجموعه رمان دانشگاهی به قلم تومیهیکو موریمی است که توسط انتشارات اوهتا منتشر شده‌است. راوی اول‌شخص مجموعه، یک شاگرد ارشد دانشگاه کیوتو بی‌نام و نشان است که خاطرات تلخ سال‌های پیشین زندگی دانشگاهی‌اش را به یاد می‌آورد، و هر یک از چهار فصل مجموعه در جهان‌های موازی اتفاق می‌افتد، که در آنجا او در یک انجمن دانشجویی متفاوت نام‌نویسی می‌کند.
دنبلهٔ آن تحت عنوان تاتامی بلوز ماشین زمان (四畳半タイムマシンブルース Yojōhan Taimu Mashin Burūsu) در سال ۲۰۲۰ منتشر شد، که ترکیبی از شخصیت‌های کهکشان تاتامی با طرح داستان اثر ماکوتو اوئدا و فیلم ژاپنی ماشین زمان تابستان بلوز است. بر پایه نسخه مانگا یک مجموعه تلویزیونی انیمه یازده قسمتی نیز به کارگردانی ماساکی یواسا توسط استودیوی مدهاوس دستمایه اقتباس قرار گرفت، که از آوریل تا ژوئیه ۲۰۱۰ در شبکهٔ فوجی تلویژن (نویتامینا) پخش شد. این اقتباس مورد تحسین منتقدان قرار گرفت، و جایزهٔ بزرگ جشنواره هنرهای رسانه‌ای ژاپن سال ۲۰۱۰ در بخش پویانمایی و جایزه انیمه توکیو در رده تلویزیونی را از آن خود کرد. یک اقتباس پویانمایی شبکه اصلی نیز که توسط ساینس سارو تهیه شده‌بود، در سپتامبر ۲۰۲۲ از دیزنی پلاس به نمایش درآمد.